# Дом странных детей мисс Перегрин
«Дом странных детей мисс Перегрин» (англ. Miss Peregrine's Home for Peculiar Children) — фильм режиссёра Тима Бёртона 2016 года.
Сценарий фильма написан Джейн Голдман и основан на романе Ренсома Риггза «Дом странных детей».
Мировая премьера фильма прошла 28 сентября 2016 года, в США — 30 сентября, в России — 6 октября.

## Сюжет
Эйб Портман рассказывал своему внуку Джейку истории о том, как он, будучи ребёнком, пережил Вторую мировую войну, сражался с монстрами и жил в секретном доме для детей на острове Кернхольм в Уэльсе. По словам Эйба, проживавшие в доме дети и их директриса мисс Альма Перегрин обладают паранормальными способностями и известны как «Пекуляры» (Странные). Когда Джейку исполняется 16 лет, он отвечает на телефонный звонок от Эйба, приезжает к нему домой и находит его умирающим с удалёнными глазными яблоками. Эйб говорит ему идти в «петлю 3 сентября 1943 года». Когда Эйб умирает у Джейка на руках, подросток мельком замечает прячущегося в лесу монстра, похожего на тех, что описывал ему дед.
Родители Джейка считают, что смерть деда, с которым он был близок, сильно повлияла на мальчика и отводят его к психиатру. Следуя советам своего врача, доктора Нэнси Голан, а также подсказке в письме от мисс Перегрин к Эйбу, Джейк отправляется в Великобританию, в Уэльс, чтобы найти и исследовать детский дом в Кернхольме, где жил Эйб судя по его рассказам. Найдя разрушенный дом, Джейк случайно встречается там с некоторыми странными детьми и узнаёт, что на самом деле дом был разрушен во время налёта Люфтваффе. Странные дети проводят его через портал в пещере («петлю»), и он оказывается в 1943 году, когда дом еще не был разрушен. Мисс Перегрин приветствует его и объясняет, что она принадлежит к классу Пекуляры женского пола, названного «Имбрины», которые могут превращаться в птиц — в её случае в сапсана — и манипулировать временем. Чтобы избежать преследования, она и дети прячутся от внешнего мира в созданной ею временной петле, доступной только странным людям и установленной на 3 сентября 1943 года. Эта временная петля позволяет им многократно проживать в один и тот же день и избегать старения до тех пор, пока они остаются внутри петли.
Джейка знакомят с другими детьми, включая аэрокинетика Эмму Блум, которая ему сразу понравилась. Джейк узнаёт, что он сам странный и, подобно Эйбу, обладает способностью видеть невидимых монстров из историй Эйба, «Пустоты». Пустоты — невидимые, изуродованные монстры, учёные-Пекуляры, которые появились в результате убийства имбрины в неудавшемся эксперименте, целью которого было стать бессмертным путём поглощения её способностей. Во главе с перевёртышем мистером Бэрроном (Сэмюэл Л. Джексон) они охотятся на странных, чтобы поглотить их глазные яблоки, что позволяет им стать «Уайтами» — Пустотами с восстановленными видимыми человеческими формами, но с молочно-белыми глазами.
Однажды в дом приходит раненая имбрина мисс Эвосет и говорит, что Бэррон, пустоты и уайты напали на петлю времени января 2016 года в Блэкпуле, Англия, убили её детей и пытаются повторить неудавшийся эксперимент Бэррона, используя больше имбрин. Обеспокоенная мисс Перегрин решает переехать со своими детьми и мисс Эвосет. Джейк возвращается в 2016 год и подтверждает, что пустоты находятся на острове после того, как другая жертва убита. Он возвращается в пещеру, чтобы предупредить своих друзей, но за ним следует замаскированный Бэррон. Бэррон ловит Джейка и рассказывает, что он собирался получить петлю мисс Перегрин от Эйба, но его голодный спутник из пустот, мистер Мальтус, убил его раньше, чем Бэррон получил информацию. Затем Бэррон выдавал себя за доктора Голан (психотерапевта) и предложил Джейку отправиться на остров, чтобы Бэррон смог найти петлю.
Используя Джейка в качестве заложника в детском доме, Бэррон заставляет мисс Перегрин поймать себя в ловушку в виде птицы и отвозит её в Блэкпул, оставив Джейка, детей и мисс Эвосет как добычу для Мальтуса. Мисс Эвосет убита, но Джейк и дети убегают как раз в тот момент, когда бомба Люфтваффе разрушила дом, убив Мальтуса. Петля закрывается, в результате чего Джейк и дети застряли в 1943 году.
Подняв затонувший океанский лайнер, они отправляются в Блэкпул и вступают в петлю января 2016 года, сражаются с союзниками уайтов и пустот и спасают мисс Перегрин и других пленённых имбрин. Бэррон маскируется под Джейка, надеясь сбить с толку детей, которые пришли его прикончить. Когда прибывает последняя оставшаяся Пустота, она по ошибке убивает Бэррона, а её в свою очередь убивает Джейк.
До закрытия временной петли Эмма говорит Джейку, что из-за травмы мисс Перегрин, полученной в сражении, дети будут жить в 1943 году и будут иметь дело с пустотами. Джейк прощается с ними, когда они выходят и возвращаются на свой корабль в 1943 год, в то время как он остается в своём настоящем в 2016 году. Он возвращается домой во Флориду и рассказывает о своих приключениях деду, который жив и здоров, так как смерть Бэррона в начале 2016 года стёрла его присутствие во Флориде. Позже, Эйб дает Джейку карту международных временных петель и деньги разных стран и призывает его разыскать Эмму.
После нескольких месяцев поисков и путешествий, Джейк находит Эмму и других странных детей в 1943 году. Эмма и Джейк признаются в своих чувствах и начинают путешествовать вместе с мисс Перегрин и другими детьми в поисках нового дома.

## В ролях
В скобках указаны актеры русского дубляжа.
- Ева Грин (Анна Геллер) Мисс Перегрин — имбрина, перевёртыш, превращается в птицу, умеет манипулировать временем, заведует Кэрнхолмской Петлёй Времени; полное имя — Альма Лефэй Сапсан.
- Эйса Баттерфилд (Константин Ефимов) — Джейк Портман, главный герой, который может видеть и чувствовать Пустоты.
- Сэмюэл Л. Джексон (Владимир Антоник) — мистер Бэррон, предводитель Тварей и Пустот, учёный, который в попытках обрести бессмертие вместе со своими единомышленниками провёл эксперимент, превративший их в Пустот. Следил за Джейкобом почти всю его жизнь. Перевёртыш, может принимать любую внешность и видоизменять конечности (например, в холодное оружие).
  - Эллисон Дженни (Светлана Шейченко) — доктор Голан, психотерапевт, одно из обличий мистера Бэррона, созданное, чтобы обмануть Джейка и его родителей.
  - Руперт Эверетт (Давид Бродский) — Джон Мармонт, орнитолог. Ещё одно обличье мистера Бэррона, использованное им на острове, чтобы найти петлю.
- Крис О’Дауд (Владимир Маслаков) — Франклин Портман, отец Джейка, орнитолог-любитель, мечтающий стать писателем.
- Теренс Стэмп (Владимир Артемов) — Абрахам Портман, дед Джейка. Также был одним из странных детей и обладал аналогичной Джейку способностью, которая скорее всего передалась его внуку. Был убит Пустотой в начале фильма, но после победы Джейка над мистером Бэрроном в прошлом, остался жив.
- Джуди Денч (Наталья Данилова) — мисс Эвосет, имбрина, её петля времени была взломана мистером Бэрроном и его сообщниками. Была похищена Пустотами, но смогла спастись. Позже убита Пустотой.
- Ким Диккенс (Мария Цветкова-Овсянникова), миссис Портман, мать Джейка.

### Странные дети
- Элла Пернелл (Аделина Любская) — Эмма Блум, девушка, обладающая силой воздуха, в прошлом подруга дедушки Джейка и самого Джейка.
- Пикси Дэвис[англ.] (Анна Цветкова) — Бронвин Брантли, необычайно сильная девочка.
- Кэмерон Кинг (Никита Морозов) — Миллард Наллингс, любознательный мальчик-невидимка, знаток всего неординарного. Был одним из близких друзей дедушки Джейкоба.
- Джорджия Пембертон (Елизавета Аистова) — Фиона Фраунфельд, девочка, имеющая способность увеличивать скорость роста растений.
- Финли Макмиллан (Петр Вечерков) — Енох О’Коннор, мальчик, способный на некоторое время оживлять неодушевлённые предметы и людей и делать их своими «марионетками». Влюблён в Оливию.
- Майло Паркер (Дмитрий Семенов) — Хью Апистон, мальчик, способный управлять пчелиным роем, находящимся у него в животе.
- Лорен МакКрости[англ.] (Ольга Вечерик) — Оливия Аброхолос Элефанта, воспламеняет всё, к чему прикасается, поэтому носит длинные перчатки. Влюблена в Еноха.
- Раффиелла Чепмен (Елизавета Козлова) — Клэр Денсмор, самая младшая из детей. Имеет дополнительный рот на затылке.
- Хейден Килер-Стоун (Дмитрий Головин) — Гораций Сомнассон, мальчик, который видит пророческие видения и сны и может проецировать их.
- Луис Дэвисон — Виктор Брантли, брат Бронвин, убитый Пустотой. Как и сестра, был необычайно силён.
- Джозеф и Томас Одуэлл — Рама и Ха, немые близнецы-горгоны. Спокойны, любят кровь, общаются между собой при помощи мыслей. Способны взглядом обратить живое в камень. Их лица и тела всегда закрыты, чтобы не дать их глазам превратить других в статуи.

## Критика
Фильм получил смешанные оценки кинокритиков. На сайте Rotten Tomatoes фильм имеет рейтинг 65 % на основе 234 рецензий критиков со средней оценкой 6 из 10. На сайте Metacritic фильм получил оценку 57 из 100 на основе 43 рецензий, что соответствует статусу «в основном положительные отзывы».